# Destilación molecular
La destilación molecular es un tipo de destilación al vacío de corto recorrido, caracterizada por una presión de vacío extremadamente baja, 0.01 torr o inferior. Es un proceso de separación, purificación y concentración de productos naturales, moléculas complejas y térmicamente sensibles, por ejemplo, vitaminas y ácidos grasos poliinsaturados.  Este proceso se caracteriza por la exposición a corto plazo del líquido destilado a altas temperaturas en alto vacío (alrededor de 10  mmHg) en la columna de destilación y una pequeña distancia entre el evaporador y el condensador alrededor de 2 cm. En la destilación molecular, los fluidos se encuentran en el régimen de flujo molecular libre, es decir, la trayectoria libre media de las moléculas es comparable al tamaño del equipo. La fase gaseosa ya no ejerce una presión significativa sobre la sustancia a evaporar, y en consecuencia, la velocidad de evaporación ya no depende de la presión. El movimiento de las moléculas está en la línea de visión, porque ya no forman un gas continuo. Por lo tanto, es necesario un camino corto entre la superficie caliente y la superficie fría, típicamente suspendiendo una placa caliente cubierta con una película de alimentación junto a una placa fría con una línea de visión en el medio. 
Este proceso tiene las ventajas de evitar el problema de toxicidad que se produce en las técnicas que utilizan disolventes como agente de separación, y también de minimizar las pérdidas debidas a la descomposición térmica. y se puede usar en un proceso de alimentación continua para recolectar el destilado sin tener que romper el vacío. 
La destilación molecular se utiliza industrialmente para la purificación de aceites. También se utiliza para enriquecer el aceite de borraja en ácido γ-linolénico (GLA) y también para recuperar los tocoferoles del destilado desodorizante del aceite de soja (DDSO).